# Yrjö Laine-Juva
Yrjö Valdemar Laine-Juva, till 1955 Laine, född 7 maj 1897 i Kärkölä, död 10 oktober 1969 i Helsingfors, var en finländsk arkitekt.
Laine-Juva, som var son till tågpackmästare Johan Vilho Laine och Aura Wilhelmina Salminen, blev student 1916, arkitekt 1921 och studerade vid Tekniska högskolan i Charlottenburg 1921–1922. Han blev underlöjtnant 1919, ingenjörlöjtnant 1941 och ingenjörkapten 1942. Han var assistent vid Tekniska högskolan i Helsingfors 1922–1931, avdelningsnotarie 1925–1931, undervisade i arkitektur 1925–1926 och 1929–1931, bedrev privat arkitektverksamhet 1931–1935, var överinspektör för hemslöjden 1935–1938, hemslöjdsråd och avdelningschef vid Lantbruksstyrelsen 1938–1941, chef för byggnadsbyrån vid Högkvarterets militärförvaltning 1941–1942 och byråchef vid handelsministeriet 1942–1964. 
Laine-Juva var lärare vid Helsingfors universitet från 1950 och föreläste i arbetsterapi vid Samhälleliga högskolan (YK) 1949–1954. Han var ordförande i Tekniikan Ylioppilaat 1934–1936, i Konstflitföreningen i Finland 1950–1953, i direktionen för Förbundet för Finlands arbete 1951–1959, i Hemslöjdsföreningarnas centralförbund 1943–1959, i stiftelsen för främjande av urmakaryrket från 1952, i stiftelsen för hantverkets främjande från 1961, i Stiftelsen för bondekulturen från 1965, i statens hemslöjdskommitté 1936–1941, i statens guldkommitté 1950–1951 och 1963–1964 och i Kärköläkerho 1954–1964. Han var chefredaktör vid Arkitekten 1935–1936, vid Kotiteollisuus från 1936 och vid Vår Hemslöjd från 1963. Han skrev Sotilaan puhdetyöopas (1943) samt ritade bland annat hemslöjdsskolbyggnader i Lempis, Harlu och Toivala, bostadshus i Helsingfors och Kajsaniemi apotek. Han tilldelades industriråds titel.

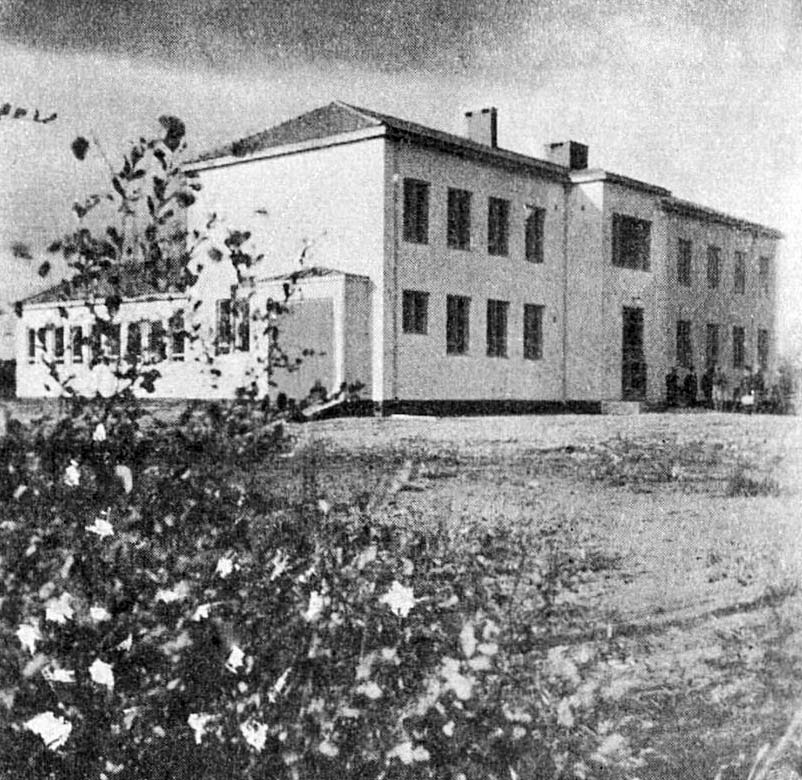
Harlu manliga hemindustrin Skolan, 1939

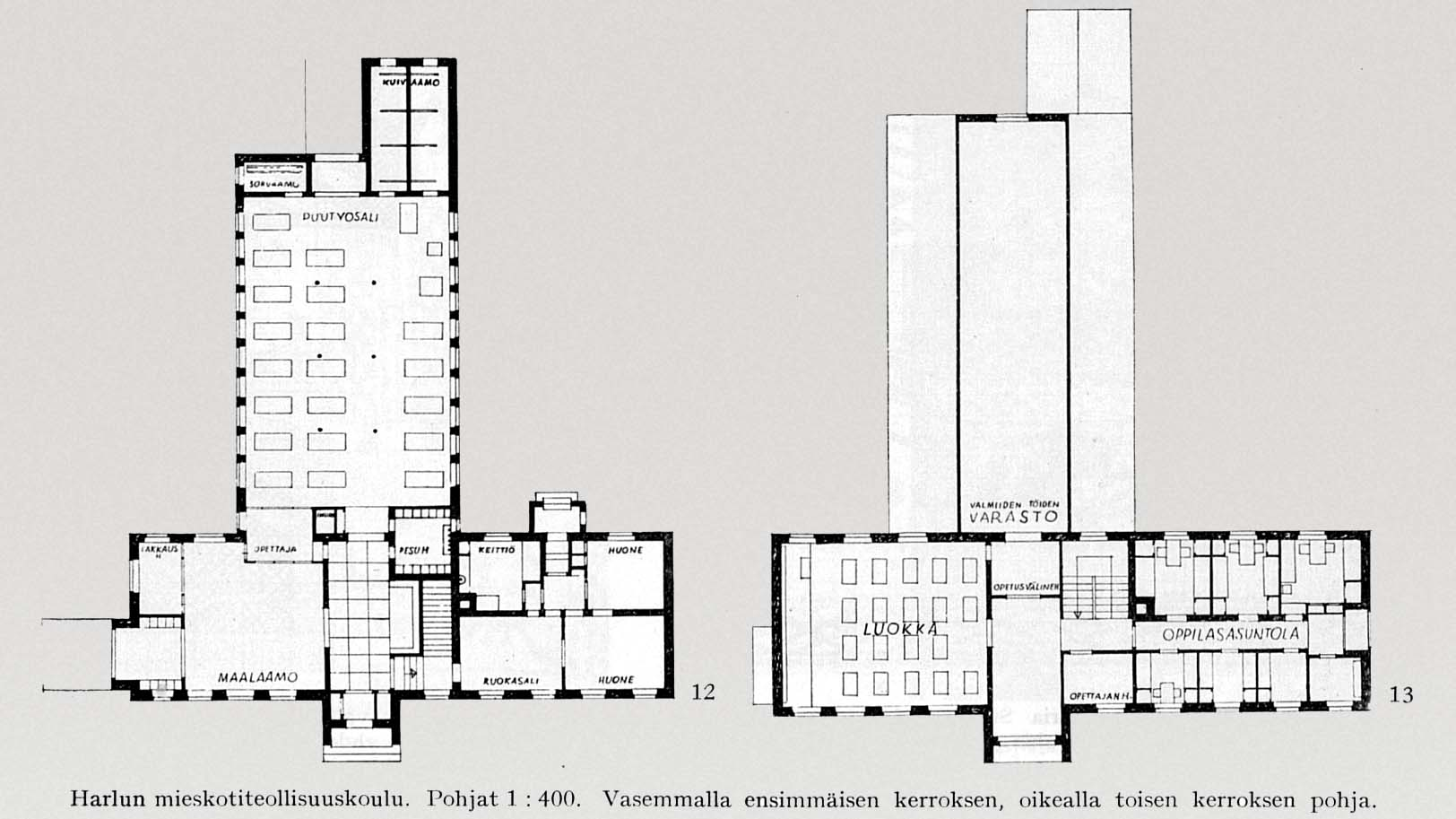
Harlu manliga hemindustrin Skolan.

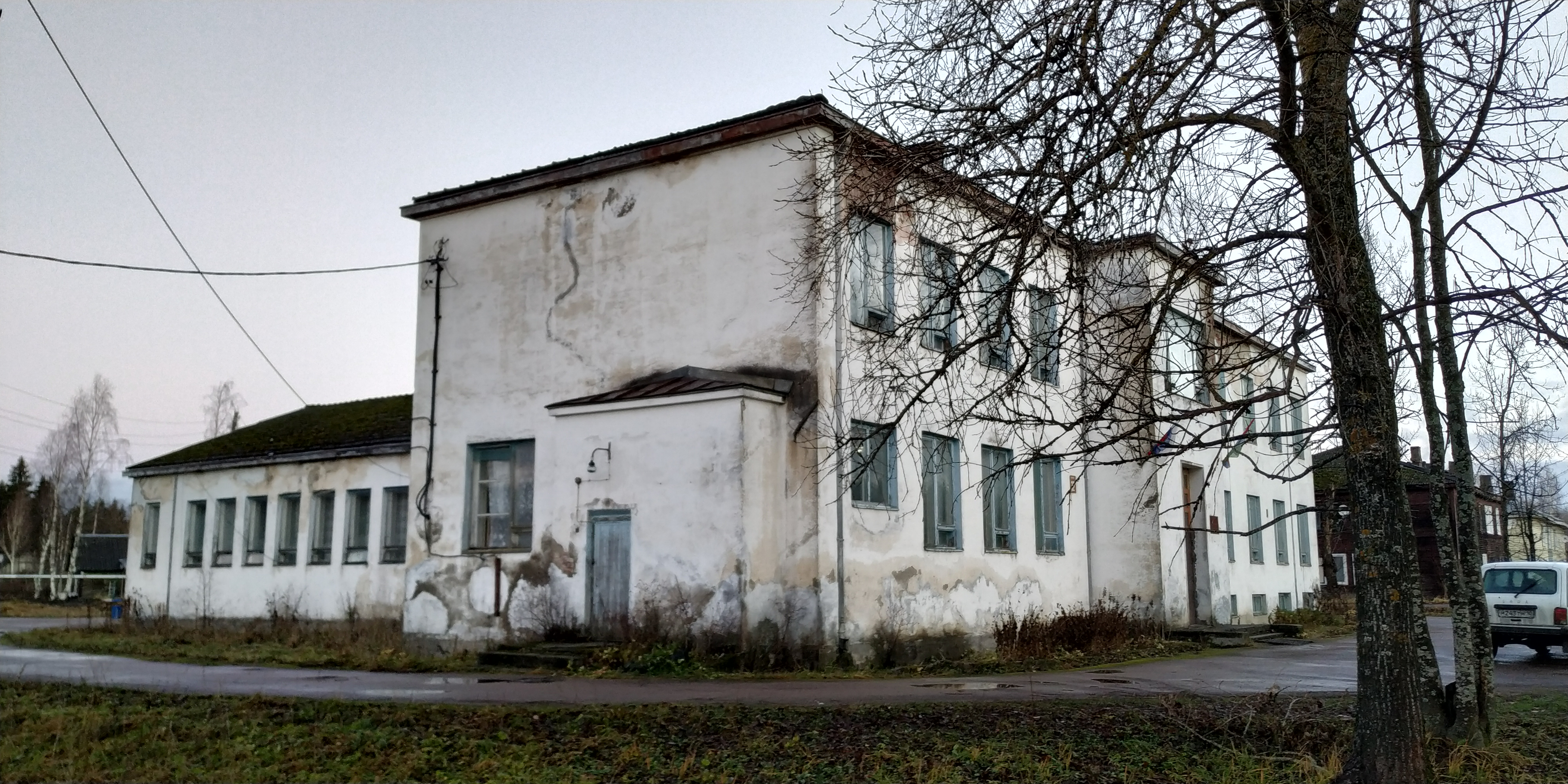
Harlu manliga hemindustrin Skolan, 2021